# Bullet for My Valentine
Bullet for My Valentine er et metalcore-band som blev dannet i 1997 i Bridgend, Sydwales, under navnet Jeff Killed John, som spillede coverversioner af musik af Metallica og Nirvana. Økonomiske problemer sørgede for en ændring i musikken og bandets navn. De ændrede navnet til Bullet for My Valentine i 2003 og blev tilbudt en pladekontrakt af Roadrunner Records. De afslog dog dette tilbud og fik i stedet senere en kontrakt på fem album med Sony BMG.
Bullet for My Valentines debutalbum The Poison blev udgivet i oktober 2005 i Storbritannien og i februar 2006 i USA, hvor den endte på plads nummer 128 på Billboard 200 og Top Heatseekers listen som nummer 1. For at støtte albummet optrådte bandet på Download Festival og på Rob Zombies turné i USA, som de blev smidt af, på grund af en kommentar vokalisten Matthew Tuck havde lagt på bandets hjemmeside.[kilde mangler] Bullet for My Valentines andet album Scream Aim Fire blev udgivet i januar 2008.

## Medlemmer

### Nuværende medlemmer
- Matthew "Matt" Tuck – Vokal, guitar (1998–I dag)
- Michael "Padge" Paget – Guitar, kor (1998–I dag)
- Jamie Mathias – Bas, kor (2015–I dag)
- Jason Bowld – Trommer  (2017–I dag; touring Medlem  2016–2017)

### Tidligere medlemmer
- Nick Crandle – Bas (1998–2003)
- Jason "Jay" James – Bas, kor (2003–2015)
- Michael "Moose" Thomas – Trommer (1998–2016)

## Diskografi

### Studiealbums
- 2005: The Poison
- 2008: Scream Aim Fire
- 2010: Fever
- 2013: Temper Temper
- 2015: Venom
- 2018: Gravity

### Ep'er
- 2002: You/Play with Me
- 2004: Bullet for My Valentine
- 2005: Hand of Blood
- 2006: All These Things I Hate (Revolve Around Me)
- 2006: Hand of Blood EP: Live at Brixton